# Bruninka
Bruninka (Coeligena wilsoni) är en fågel i familjen kolibrier.

## Utbredning och systematik
Fågeln förekommer i Anderna i sydvästra Colombia och västra Ecuador. Den behandlas som monotypisk, det vill säga att den inte delas in i några underarter.

## Status
IUCN kategoriserar arten som livskraftig.